# Jana Thieme
Jana Thieme (ur. 6 lipca 1970) – niemiecka wioślarka. Złota medalistka olimpijska z Sydney.
Urodziła się w NRD i do zjednoczenia Niemiec startowała w barwach tego kraju. Zawody w 2000 były jej drugimi igrzyskami olimpijskimi, debiutowała w 1996. Medal zdobyła w dwójce podwójnej, płynęła wspólnie z Kathrin Boron. Na mistrzostwach świata zdobyła sześć złotych medali: w czwórce podwójnej w 1989 (jeszcze w barwach NRD), 1995, 1997 i 1998, w jedynce w 1993 i w dwójce podwójnej w 1999. W 1994 była trzecia w dwójce podwójnej. 